# Хетити
Хетити су први индоевропски народ на тлу Мале Азије. О њима се зна изузетно мало. Прва сазнања о Хетитском царству била су посредством Библије. Док археологија није установљена као наука Хетити су сматрани минорним племеном предње Азије. Од 18. века почиње истраживање Хетитске државе да би у 19. веку почело да се базира на научним методама. Археолози Винклер и Макриди 'беја су почетком 20. века ископали у Богазкалеу, у северној Турској стари хетитски град Хатушу. Пронашли су архив са 20.000 докумената писаних клинастим писмом, међу којима је и мировни споразум Хатушилиша III и Рамзеса II, који се чува у истанбулском музеју.

## Култура Хетита
Поред руина хетитских градова и остатака материјалне културе, постоје и многобројни извори писаног карактера. Они су углавном писани клинастим писмом који су Хетити преузели од асирских трговаца и прилагодили свом језику. Постоји и део извора писан лувијском варијантом хијероглифа. Најважинији су владарски натписи Аните, Телепина, анали Муршилиса II, хетитски законик из 14. века п. н. е. који се састоји из 2 дела написана у различитим временима, документарни извори о даривању земљишта, катастарски записи, уговори хетитских владара са владарима суседних области и држава, религијско магијски текстови, вавилонско - хетитски речници, вавилонски натписи и асирска документа. Архив египатског фараона Ехнатона у Тел Ел Амарни садржи корпус текстова који осветљавају односе Египта и хетитске државе у време експанзије под Шупилулијумом I, најмоћнијим хетитским владарем.

## Историја
У 3. миленијуму п. н. е. простор Анадолије (Мале Азије) насељавала су два племена која су имала одлике Јафетске групе. То су били Прото Хети (Хати) и Палајци. Оштро су се разликовали од племена Неситских Хета и Лувијаца, која су се доселила на тај простор почетком 2. миленијума п. н. е. а која су припадала Индоевропској групи народа. Та разлика је најочигледнија у језику који је код јафетских староседелаца аглутинативан, док су досељеници говорили индо-европским језиком. Постоје и две претпоставке одакле су дошли: по једној, у почетку су насељавали простор око Каспијског језера и дошли су преко Кавказа, а по другој су дошли преко Балкана.
Хатуша, код данашњег Богазкалеа (Boğazköy) у средишњој Турској, постаје престоница око 1650. п. н. е., у време владавине Хатушилија I.
Организована држава се појавила око 1800. п. н. е. под краљем (Сунцем) Анитом.
Хетити су 1594. п. н. е. заузели Вавилон и проузроковали пад Хамурабијеве династије. Године 1593. п. н. е. Касити су освојили Вавилон.
Држава доживљава врхунац за време Шупилулијуме I, a у бици код Кадеша одбијају египатски напад. Хетитска држава се простире од Егејског мора (око 1300. п. н. е. Хетити заузимају Ефес) до близу Библоса.
Око 1200. п. н. е. хетитску државу, која је пре пола века била на још на врхунцу, а сада ослабљену устанцима и проблемима са разбојницима, уништава најезда „морских народа“, народа коме етнички састав и порекло нису утврђени.
Још пола миленијума ће постојати мале хетитске државе, државе „хијероглифских Хетита“. Године 717. п. н. е. Асирци под краљем Шарукином (Саргоном II) освајају последњу велику Хетитску државу Кархемиш. Наредних векова Хетити се посемићују и примају језик семитских Јермена. Име Хетита убрзо после тога коначно ишчезава из историје.

## Асирске дамкарске колоније и формирање државе
Природна богатства хетске државе која се пре свега огледају у великим количинама металних руда (сребро, олово, гвожђе) потребних за занатске производе привлаче становнике околних области, посебно Асирце из Ашура који на овом простору оснивају трговачке (дамкарске) колоније. Регион је претежно пашњачког карактера и богат ситном рогатом стоком. Асирци су имали извесну аутономију у трговини подржани од локалне аристократије која је добро зарађивала тргујући са њима. Обично становништво је услед њихове зеленашке праксе сиромашило и подизало устанке. Постоји предање о интервенцији Саргона (владара сумерско-акадског царства) који је упао у Анадолију позван да заштити асирске дамкаре у Канешу од Бурушханда. Колоније су осниване у сливу реке Халис (Казил Ирмак). Локално становништво је разједињено услед отежане комуникације због географских одлика. Анадолија је висораван без доминантног воденог тока где би се образовало наводњавање, па је интегративни процес био спорији.
У III миленијуму п. н. е. асирска трговачка колонија Канес (Ганис) експлоатише становништво које је расцепкано услед географских одлика територије. Хетити се у том периоду налазе у распадању родовско-племенске заједнице. Постепено се образују први племенски савези који су били ембрионални облици Хетитских држава. Издавајају се центри у Хатушашу, Неши, Залпуви и Кушару. Уједињавањем племена Прото Хетита (Хата), Палајаца, Неситских Хетита и Лувијаца, свако племе и даље задржава свој идентитет и свој аристократски слој, вероватно у некој мери и језик и писмо (лувијски хијероглифи су се одржали и после пада царства у 12. веку п. н. е.).
У 19. веку п. н. е. настаје једна од првих хетитских држава. Хетско-неситски владар Анита, син Пухтане из Кушара, побеђује Пијушта из Хатушаша, руши градове Хатушаш и Залпуви и ставља своју престоницу у Неши.

## Старохетитско царство1680−1500. године п. н. е.
У 17. веку п. н. е. почиње јачање хетитске државе. Табарна (велики цар) из Кушара покорава низ области Кападокије – долине близу Тауруса. Сматран је оснивачем хетитске државе. Његово име постаје синоним за владарску титулу. Крајем XVII века престоница се премешта у Хатушаш. Табарна узима име Хатушилиш I (човек из Хатушаша). Устанак робова после смрти Хатушилиша I је вероватно био последица претеране експлоатације и угњетавања. Судећи по законику који је пронађен у клинописној верзији из 14. века п. н. е., односи господара према робовима су били сурови. Робови су сматрани обичним оруђем, и штета која је причињена евентуалним убиством роба је, у ствари, била штета према имовини.
Крајем 17. века п. н. е. поновно проширење Хетитске државе под Муршилијем I који уједињује области Мале Азије. Осваја Алепо (Халпу) и наставља ка Еуфрату. Године 1595. године п. н. е. упада у Вавилон – пљачка и свгава Шамшудитану последњег аморитског цара, што је отворило пут Каситима који 1593. заузимају Вавилон и оснивају своју династију. Крајем владе Муршилија I почињу крупни устанци и дезинтеграција земље. Муршили I гине у дворској завери. Немири су потресали државу која је била ограничена на територију северно од Тауруса.
У 16. веку држава се консолидује под царем Телепином. Он утврђује сениоратско наследство престола, по коме престо наслеђује најстарији син. Одређује компетенције Панка (гомила, мноштво) – аристократског већа које је реликт старинског родовско племенског савета.
У прво време он је представљао скуп војника града Кушара, да би касније када органи војне демократије губе значај прерастао у орган врховног савета владајуће класе. У његов састав су улазили владареви рођаци, пријатељи и војсковође. Телепин је Панку доделио права да може ограничавати царску власт, преиспитивати царске судске одлуке које се односе на чланове царске породице. Чак је тај савет могао и да суди цару. Примена ових овлашћења није позната из извора, али је јасно да је јачањем царске власти у каснијем периоду овај савет потпуно изгубио значај.
Поред Панка у ово време је постоја још један државни орган, савет старешина, назван Тулија, који је такође био установљен ради ограничавања царске власти.
Телепин је на свом натпису оставио инструкције својим наследницима „Ти не треба да говориш - ... хоћу да је поштедим.-Ти не треба да прашташ, већ пре да увећаваш!".

## Средњохетитско царство1500−1400. године п. н. е.
Овај период се слободно може назвати и хетитски мрачни, средњи век, обзиром да је изворима најнеосветљенији. Свакако је очигледно слабљење царства унутрашњим немирима, а сматра се да је управа прешла на владаре области Ханигалбат који су били у савезу са Египтом.
У овом периоду долази до развоја царства Митани на истоку у рејону гоњег Еуфрата. Митански владари су анексирали област Кисвадну на југоистоку Анадолије, касније познату као Киликија, Алепо и Алалах. После губитка освојених сиријских области због ратничких похода Тутмеса III, склапају пријатељство и савез са његовим наследницима Тутмесом IV и Аменхотепом III, што је био аларм Хетитима да размисле о свом положају.

## Новохетитско царство1400−1180. године п. н. е.
У 15. веку п. н. е. предњом Азијом доминира хуритско царство Митани, чије се језгро налазило на реци Хабур, левој притоци Еуфрата. Митанско царство је успело да се прошири од Алепа и Алалаха на западу, до Нузи који се налазио источно од Еуфрата обухватајући Асирију. Шауштатар, митански цар, је освојио Ашур и из њега однео златна и сребрна врата у Вашукану, митанску престоницу.
Египат је за време Тутмеса III проширио границе на рачун Митана (цар је био тада Баратарна), до северне Сирије и Кархемиша, али се за владавине његових наследника такво стање није одржало. Већ за владе Тутмеса IV и Аменхотепа III долази до династичких бракова између Египта и Митани због јачања Асирије и Хетитске државе. Војна моћ Египта слаби. Аменхотеп III је био потпуно војно неактиван, а Аменхотеп IV сувише заузет верском реформом и борбом са Амоновим свештенством у Теби. Египат је потресала социјална криза.
Крајем 15. века п. н. е. Асирија се изборила за независност од Митани које су потресали дворски нереди око преузимања престола. Египат је био у опадању, а на Хетитски двор је дошао способни и енергични цар Шупилулиума, који је знао дипломатијом и оружјем да издигне Хетите, као претенденте на хегемонију у региону.
Први походи Шупилулијуме су били усмерени на припајање области Кисвадне која се раније налазила у оквиру митанског царства. Кисвадна је прикључена хетитском царству и постала је њена почасна покрајина. У натписима стоји да је ослобођена ропства Хурита.
Користећи се сукобима Асирије и Митани, Шупилулијума је потчинио низ кнежевина на северном Тигру, међу њима и Алзу. У кнежевинама су владали људи блиски цару који су били потпуно под његовом контролом.
Митани су потресани немирима око преузимања престола. Јављало се више претендената, тако да нису обраћали пажњу на освајање северне Сирије, земље Амуру. Шупилулијума је стигао до ливанских планина потчинивши себи Кархемиш и Алепо у којима су владали његови синови. Немогућност египатских владара, да због унутрашњих борби, одбране сиријске поседе, изазвало је прилазак савеза сиријских кнежева, који су били опозиција египатској власти, Шупилулијуми. Хетски цар је умео добро да искористи њихову огорченост на велике намете које су плаћали Египћанима и нахушка их да за њега освајају области продирући до Палестине и освајајући Катну и Библос, који је одвајкада био бастион египатске власти у том подручју. Савез сиријских кнежева је био под вођством Азируа, кнеза Кадеша. После смрти Тутанкамона, Шупилулијума је чак покушао да дипломатским путем анексира Египат уговарајући брак Тутанкамонове удовице са својим сином. Према неким сазнањима хетитски принц је кренуо у Египат, али је у Сирији убијен. Сумња се да га је убио Хоремхеб, војни командант који је преузео престо и основао XIX династију.
Дворски сукоби у Митани су ескалирали и један од претендената, Мативаза, је морао да побегне у Кардуниаш (Вавилон) где је потражио заштиту каситског цара. Међутим, он је ту наишао на хладан пријем и плашећи се да га не изруче Асирцима, побегао је у Хатушаш Шупилулијуми. Наравно, такво нешто је била изванредна прилика за потчињавање царства на горњем Еуфрату и Шупилулијума је послао војску која је заузела Вашукану, митанску престоницу, одбила Асирце на исток и уздигла на престо Мативазу, који је био вазалан Хетитима. Тако је стврено велико Ново хетитско царство које је за време Шупилулијуме било у зениту. Велики освајач Шупилулијума, као и његов наследник Аруванда II, је умро од куге, која је беснела тим подручјем.
Муршилиш II, син Шупиулиуме, морао је да ратује са Газгејским племенима која су се спустила са Понтијских планина и почела да преплављују хетитске области. Ахијава, грчка насеобина на западу, је такође била активна и борбена, а Киликија и Јерменија су имале сепаратистичке тенденције које је требало сузбити. Он је кугу сматрао као казну богова за грехе свог оца и писао је молитве да их услиши. У то време се консолидује Египат под XIX династијом, која упркос многим тешкоћама покушава поново да потчини Сирију и Палестину. То успева за време Сетија I и Рамзеса II, који командују знатним трупама усмереним у правцу земље Амуру.
Муватали је морао да премести престоницу из Хатушаша јужније, у Даташ, јужно од Халиса, ближе ратним поприштима. Египћани су надирали кроз долину Оронта заузимајући области. До сукоба је дошло код града Кадеша 1285. године п. н. е. где је Рамзес II интелигентно намамљен у клопку и разбијен од стране Муваталија. Хетитски извори говоре o великој победи као и египатски, с тим што у египатским постоји један битан моменат спасавања Рамзеса II од Амона. Губитак код Кадеша није деморалисао Египћане који су широко користили слабљење Хетитиског царства изазваног дворском сукобима између наследника Муваталија, Хатушилиша III и Урхетишуба. Урхетишуб је био протеран на Кипар – Алашје, затим је побегао на египатски двор, а Хатушилиш III се попео на престо који се тада тресао нападима Асирије која је заузимала области Митана. То га је натерало да склопи мир са Рамзесом II који је већ стигао до Кадеша у свом другом сиријском походу. Мир је одговарао и Рамзесу, јер су у Египту тада почели да се јављају проблеми са либијским досељеницима и народима са мора, који ће одражавати одлике наредног периода.
Дипломатски споразум је склопљен 1276. п. н. е. и подразумевао је војни савез против непријатеља и прогон политичких заробљеника, што се односило на Урхетишуба коме се од тада губе трагови. Хатушилиш III је покушавао да прошири свој утицај на Кардуниаш, где је владао слаби Кадашман Тарг, каситски владар. Лобирао је и безуспешно нахушкавао Вавилон на сукоб са Асиријом. Асирија је освојила Митанску територију и показивала претензије на запад.
Тутхалија IV, Муваталијев брат од стрица, морао је да ратује на више страна. Повео је један поморски поход на Кипар, али страх од Асирије на истоку и Ахијаве на западу није јењавао. Хетите је потресала глад, па се у египатским изворима може пронаћи да је наследник Рамзеса II Меремптах, слао Хетитима жито.
Последњи владар Шупилулијума II, син Тутхалије IV, је остао без 30.000 војника када их је заробио Асирац Тукулти-Нинурта, што је утицало на Хетите да наговоре своје сиријске савезнике да прекину односе са Асиријом. На западу је Ахијава постајала прилично ратоборна. Освојила је три хетитска савезника. Тамошње области хетитског царства су се отцепљивале. „Народи са мора“ су преплавили читав регион. Срушили су Хатушаш и царство се распало на низ ситних кнежевина. Асирци су са истока такође утицали на пад Хетита и брзо потчинили расцепкане кнежевине. Становништво се убрзо асимиловало. Ипак неке кнежевине су одолевале, Кархемиш је заузет тек у VII веку од стране Саргона II Асирског.

### Битка код Кадеша
Битка код Кадеша, 1296. п. н. е. је прва битка у историји човечанства која се може реконструисати. Рамзес II је решио да уништи Хетитску државу. Циљ му је била највећа хетитска држава у Сирији - Кадеш. У то време хетитском државом је владао Муватали.
Рамзес је прво направио низ опскрбних база на Средоземљу, у Феникији. Сакупио је 20.000 људи и поделио их у четири армије, назване према Рау, Амону, Сутеху и Птаху, односно главним египатским боговима.
Муватали је такође сакупио 20.000 људи, тако што је склопио савезе са краљевима Арзава, Нахарине, Каркемиша, Халпе и Кадеша (важно је напоменути да је држава била децентрализована, односно да су чланови краљевске породице и други људи управљали одређеним областима, краљевинама у краљевини).
Рамзесове четири војске су наступале долином Оронта. Прво је ишла Амонова, коју је сам Рамзес водио, два километра иза ње је ишла Раова, на удаљености од седам километара Птахова и на удаљености од десет километара војска бога Сутеха.
Маватали је пешадију (у коју вероватно није имао поверења) оставио да брани сам Кадеш, а кочије су ишле у борбу.
Пред Кадешом су Египћани ухватили неколико хетитскх војника који су рекли да су бегунци и да је хетитска војска од страха узмакла на север у рејон Тунипа и Алепа. И стварно, дошли су до напуштеног логора, и Амонова и Раова војска је села и одморила се.
Међутим изјава је била ратно лукавство. Муватали је заобишао Амонову и Раову војску. После још једног преслушавања, ухваћени хетитски војници су признали да је у питању лукавство, и да је Муватали управо обишао Амонову и Раову војску. Рамзес је послао гласнике ка Раовој војсци, која је била исто као и Амонова неприпремљена, али је било прекасно. Муватали је дошао, и уништио Амонову и Раову војску у једном нападу.
Само се Рамзес извукао са шачицом војника. Кренули су ка опскрбним базама, и ту их је пресрела једна војска, и таман што је Рамзес напео лук, схватио је да је у питању његова војска. Привукао се Хетитима који су купили плен, и заједно са Птаховом војском напао. Муватали је послао још хиљаду бојних кола, али било је то превише да би се могло лако маневрисати. Та, нова битка се завршила нерешено. Египћани су претрпели страшне губитке, али су издржали. Муватали је са пешадијом чекао код Кадеша, али је Рамзес искористио мрак и одступио.
После битке, Рамзес се одрекао планова за уништење хетитске државе и склопио са Муваталијевим наследником Хатушилијем III „уговор о вечном миру и пријатељству“.

## Достигнућа
Претпоставља се да на хетитском „heth“ значи сребро. Они су били познати као изузетне занатлије, поготово у раду са металима. Рукотворине хетитских занатлија и данас изгледају одлично. Занимљиви су церемонијални сребрни пехари у облику животиња, које су симболизовале божанства.
Ипак, најважније је достигнуће обрада гвожђа, које им је донело превласт на бојним пољима. Прво гвоздено оружје је израдио хетитски занатлија.
Ипак, није им само гвожђе донело превласт, него и усавршене бојне кочије, које су чиниле основу хетитске војске, а и погодовали су биткама у пустињама (нажалост, кочије им нису могле донети превласт у планинским областима). Те кочије су биле лакше од свих других, боље направљене, и имале су трочлану посаду: кочијаша, штитоношу и стрелца. Код кочија других народа, стрелци су сами морали да се бране.

## Језик и писма
Први покушаји проучавања хетитских писаних споменика учињени су тек у 19. веку. Француз Тескје је посетио Богазкеју (Хатушаш) и описао споменике које је тамо нашао. Крајем 19. века почело се са првим археолошким ископавањима, Гијом и Перо су 1862. године спровели прву археолошку експедицију у Богазкеји и описали споменике које су пронашли. Почетком 20. века Винклер и Макриди - Беја су предузели обимније радове на ископавању старог Хатушаша.
Током различитих ископавања у Кападокији су пронађени бројни натписи на клинопису, преузетом од асираца, и хијероглифима, који су били аутохтоно писмо, који нису одмах дешифровани. Чешки теолог и семитолог Бежик Хрозни се 1915. заинтересовао за хетитске споменике. Прва претпоставка је била да су Хетити семитског порекла, јер се у текстовим сусрео са неким семитским речима које су преузете, што је отежавало дешифровање, касније је схватио да су индоевропљани. Текст уз помоћ кога је дешифровао хетитски клинопис гласи... и хлеб ћете јести и воду ћете пити... Године 1916. Бежик је издао монографију о хетитском језику. Нешто касније успео је да прочита и хијероглифске натписе.

## Религија
На религију Хетита јако је утицало наслеђе Прото Хетита, односно Хата, од којих су преузели празнике, култне предстве. Језик Хата је био литургијски језик Хетита. Религија је изразито политеистичког карактера. Пантеон је бројао преко стотину божанстава. Многа божанства су била последица синкретизма са вавилонским, хуритским и кананским божанствима. Хијероглифи су коришћени у религиозне сврхе. У време јаке царске власти, за време новохетитског царства, једно од главних светилишта је било у Јазиликаји, ту је Тутхалија 4 подигао храм посвећен за 12 богова. Друга битна светилишта била су Арина (Арина је била богиња сунца) и Нерик. Често су преузимали божанства и култове побеђених народа.
Божанства су углавном била антропоморфна мада је имало и зооморфних. Имала су више функција. Нека су представљана хермафродитно у хаљинама и са крилима, попут анђела. Није постојало врховно божанство, а злим божанствима су приношене највеће жртве. Хетити су били изузетно сујеверан народ, прорицање будућности су предузели од Вавилонаца (прорицање по лету птица, по сновима, из утробе животиња). Бавили су се магијом.
Најпоштованији је био бог олује и грома Тешуб, који је био божанство Хатушаша. Већи градови су имали своја божанства. Жена Тешуба била је богиња сунца Хепат. Бог вегетације, вавилонског порекла (принцип Тамуза или египатског Озириса) био је Телепин. Агниш је био бог ватре и огња. Апулунаш је био бог одбране кога су стари Грци вероватно касније преузели као Аполона. Аполон у Хомеровој Илијади брани Тројанце који су често били савезници Хетитима. Инрар је био бог мушке снаге. Рупаш, богиња лова. Јајас је био бог ходочасника кога је Хрозни покушавао да повеже са јеврејским богом Јахве. Постојала су мања божанства мора, неба, облака, планина, хладноће, ветра, река, житарица, воћа...
По први пут у историји се сусреће формулација греха према божанству, повезана са ритуалом очишћења.
Од 14. века п. н. е. владар се идентификује са божанством. Он је био врховни свештеник, а двор пројекција света богова на земљи.

## Владари
Напомена: Све су године п. н. е.
- око 1800: Анита
- око 1740: Тутхалија I
- око 1710: Пушарума
- око 1670: Табарна
- око 1650: Хатушили I
- око 1610: Муршили I
- око 1590: Хантили I;Зиданта I
- око 1545: Амуна;Хузија I
- око 1520: Телепину
- око 1490: Алувамна;Хантили II;Зиданта II;Хузија II
- око 1460: Тутхалија II
- око 1440: Арнуванда I
- око 1420: Хатушили II
- око 1400: Тутхалија III
- око 1385: Арнуванда II
- око 1375: Шупилулијума I
- око 1335: Арнуванда III
- око 1334: Муршили II
- 1306: Муватали
- 1282: Муршили III
- око 1275: Хатушили III
- око 1260: Тутхалија IV
- око 1230: Арнуванда IV
- око 1200: Шупилулијума II
- 1190: пропаст хетитске државе